# 拉斯·昂萨格奖
拉斯·昂萨格奖（英語：Lars Onsager Prize）是由美国物理学会颁发的理论统计物理学奖项，每年授奖一次。它由拉塞尔和玛丽安·唐纳利博士于1993年设立，以纪念拉斯·昂萨格。

## 获奖人
- 1995年：迈克尔·费希尔
- 1997年：罗伯特·克拉奇南（英语：Robert Kraichnan）
- 1998年：利奥·卡达诺夫
- 1999年：杨振宁[4]
- 2000年：戴维·索利斯，约翰·科斯特利茨
- 2001年：伯特兰·哈尔珀林（英语：Bertrand Halperin）
- 2002年：阿纳托利·拉金（英语：Anatoly Larkin）
- 2003年：皮埃尔·奥昂贝格
- 2004年：约翰·卡尔迪
- 2005年：瓦列里·列波克罗夫斯基（英语：Valery Pokrovsky）
- 2006年：罗德尼·巴克斯特
- 2007年：A.布克哈里斯
- 2008年：克里斯托弗·佩西克，戈登·拜姆（英语：Gordon Baym），何天伦[5][6]
- 2009年：B.Sriram Shastry
- 2010年：丹尼尔·弗里丹，斯蒂芬·申克（英语：Stephen Shenker）
- 2011年：亚历山大·贝拉温（英语：Alexander Belavin），亚历山大·扎莫洛德奇科夫（英语：Alexander Zamolodchikov），亚历山大·泊里雅科夫[7]
- 2012年：伊恩·阿弗莱克（英语：Ian Affleck）[8]
- 2013年：丹尼尔·费希尔
- 2014年：格里戈里·E·沃洛维克 和 弗拉基米尔·P·米内耶夫
- 2015年：弗朗茨·韦格纳
- 2016年：马克·梅扎尔（英语：Marc Mézard），乔治·帕里西，里卡多·泽基纳
- 2017年：纳坦·安德烈 和 保罗·维格曼（英语：Paul Wiegmann）
- 2018年：苏比尔·萨查戴夫（英语：Subir Sachdev） [9]